# Sings the Songs That Made Him Famous
Sings the Songs That Made Him Famous es el segundo álbum de Johnny Cash hecho bajo el sello de Sun Records en 1958, en este disco hay 12 canciones (las cuales aparecerán muchas veces más en discos posteriores) más 4 canciones extras.

## Canciones
1. Ballad Of A Teenage Queen - 2:11
2. There You Go - 2:16
3. I Walk The Line - 2:44
4. Don't Make Me Go - 2:30
5. Guess Things Happen That Way - 1:51
6. Train Of Love - 2:22
7. The Ways Of A Woman In Love - 2:27
8. Next In Line - 2:46
9. You're The Nearest Thing To Heaven - 2:40
10. I Can't Help It (If I'm Still In Love With You) - 1:47
11. Home Of The Blues - 2:40
12. Big River - 2:31
13. Don't Make Me Go - 2:31
14. The Ways Of A Woman In Love - 2:30
15. Ballad Of A Teenage Queen - 2:12
16. Guess Things Happen That Way - 1:51